# Шатонеф (Саона и Лоара)
Шатонеф (фр. Châteauneuf) насеље је и општина у источном делу централне Француске у региону Бургоња, у департману Саона и Лоара која припада префектури Шарол.
По подацима из 2011. године у општини је живело 119 становника, а густина насељености је износила 88,81 становника/km². Општина се простире на површини од 1,34 km². Налази се на средњој надморској висини од 293 метара (максималној 400 m, а минималној 286 m).

## Демографија
| 1962. | 1968. | 1975. | 1982. | 1990. | 1999. | 2011. |
| ----- | ----- | ----- | ----- | ----- | ----- | ----- |
| 196   | 207   | 162   | 149   | 110   | 110   | 119   |

График промене броја становника у току последњих година